# Сарразен, Адриан де
Адриан де Сарразен (фр. Adrien de Sarrazin; между 1773 и 1775, Безо, Вандомуа — 26 сентября 1852, Вандом) — французский писатель, граф де Сарразен.

## Биография
Адриан де Сарразен родился в знатной дворянской семье, однако год рождения в разных источниках различается. Отец, граф Жильбер, избрал для сына военную карьеру, ввиду чего тот начал получать военное образование в военной школе в Вандоме, где одним из его однокашников был герцог Эли Деказ, с которым Адриан подружился и сохранил эту дружбу на всю жизнь. Окончив военную школу, он поступил в артиллерийскую академию в Бриенее.
После окончания данного заведения он в 1794 году возвратился в родной дом к семье и занимался первоначально только литературной работой, к которой с детства имел интерес. Был сторонником роялистов и в 1804 году участвовал в иске, поданном некоторыми роялистами против Наполеона Бонапарта. Когда в 1814 году, после первой Реставрации Бурбонов, Деказ стал премьер-министром, Сарразен вошёл в состав его кабинета. После отставки своего друга в 1820 году он также оставил службу, возвратившись в родные места и продолжив занятия литературой. В 1828 году был выдвинут земляками кандидатом в депутаты парламента, но не был избран. Писать перестал за двадцать пять лет до кончины.
Из его многочисленных произведений в своё время имели успех его «Caravansérail» (1810 — сборник восточных сказок; Сарразен знал персидский язык и утверждал, что перевёл некоторые из них с оригинала), «Contes moraux et nouvelles» (1813) и «Bardouc ou le Pâtre du mont Taurus» (1814). Его «Oeuvres complètes» вышли в 1825 году.